# Visualização de Informação

## Histórico
A história da Visualização da Informação é datada de muito antes do nascimento de Cristo. Segundo Dias e Carvalho (1997), as informações são apresentadas, geralmente, baseadas em um contexto histórico atendendo a um paradigma de escrita e linguagem. Os povos antigos utilizavam uma linguagem baseada em símbolos, os hieróglifos. Sendo esse modelo de linguagem composto por representações de imagens, que em uma seqüência ou ordem expressavam alguma informação e transmitiam uma mensagem. Ainda hoje os historiadores, descobrem novas informações a respeito desses povos estudando esse hieróglifos.
Com o passar dos séculos o nosso modelo de linguagem evoluiu e passamos a utilizar caracteres, que também em seqüência e em ordem, formam o que conhecemos de palavras. E um conjunto de palavras formam uma frase.

## Introdução
Visualização da Informação tem como fim potencializar a apropriação de informação pelo usuário, por meio de recursos gráficos. Segundo Freitas et al. (2001) visualização de informação é uma área de aplicação de técnicas de computação gráfica interativas, que objetivam auxiliar a análise e a compreensão de um conjunto de dados.
A área da Visualização da Informação é um dos assuntos estudados nos cursos de Planejamento, Implementação e Gestão da Educação a Distância (EAD) no Brasil, geralmente associado ao estudo de Design Didático (Design instrucional) e Interface de ambiente virtual de aprendizagem (AVA).

## Métodos de Visualização de Informação
Os Métodos de Visualização de Informação evoluíram muito na última década. Com o advento dos computadores pessoais e da Internet, foram criados novos e inovadores métodos. No endereço abaixo, Benjamin Júnior relaciona alguns desses novos métodos.
http://obviousmag.org/archives/2007/09/metodos_de_visu.html